# Amstel Gold Race (kobiecy) 2017
4. edycja kobiecego wyścigu kolarskiego Amstel Gold Race odbyła się 14 kwietnia 2017 roku w Holandii. Trasa wyścigu liczyła 121 kilometrów. Zwyciężczynią została Holenderka Anna van der Breggen, wyprzedzając Brytyjkę Elizabeth Deignan oraz Polkę Katarzynę Niewiadomą.
Amstel Gold Race był szóstym w sezonie wyścigiem cyklu UCI Women’s World Tour, będącym serią najbardziej prestiżowych zawodów kobiecego kolarstwa. Poza wyścigiem kobiecym tego samego dnia, lecz na dłuższej trasie zorganizowano również wyścig mężczyzn.

## Wyniki
| M-ce | Imię i nazwisko        | Kraj              | Drużyna             | Czas       |
| ---- | ---------------------- | ----------------- | ------------------- | ---------- |
| 1.   | Anna van der Breggen   | Holandia          | Boels Dolmans       | 3h 15' 57" |
| 2.   | Elizabeth Deignan      | Wielka Brytania   | Boels Dolmans       | + 55"      |
| 3.   | Katarzyna Niewiadoma   | Polska            | WM3 Pro Cycling     | + 55"      |
| 3.   | Annemiek van Vleuten   | Holandia          | Orica-Scott         | + 55"      |
| 5.   | Elisa Longo Borghini   | Włochy            | Wiggle High5        | + 55"      |
| 6.   | Coryn Rivera           | Stany Zjednoczone | Team Sunweb         | + 1' 02"   |
| 7.   | Amy Pieters            | Holandia          | Boels Dolmans       | + 1' 51"   |
| 8.   | Pauline Ferrand-Prévot | Francja           | Canyon-SRAM         | + 1' 51"   |
| 9.   | Ashleigh Moolman       | Południowa Afryka | Cervélo–Bigla       | + 1' 51"   |
| 10.  | Ellen van Dijk         | Holandia          | Team Sunweb         | + 1' 51"   |
|      |                        |                   |                     |            |
| 22.  | Małgorzata Jasińska    | Polska            | Cylance Pro Cycling | + 3' 36"   |
| 27.  | Eugenia Bujak          | Polska            | BTC City Ljubljana  | + 3' 36"   |
| 30.  | Agnieszka Skalniak     | Polska            | Astana Women's Team | 3' 36"     |